# أداغان
أداغان هي قرية في مقاطعة ماكو، إيران. عدد سكان هذه القرية هو 1,043 في سنة 2006.